# Cirolana indica
Cirolana indica är en kräftdjursart som beskrevs av Hugo Frederik Nierstrasz 1931. Cirolana indica ingår i släktet Cirolana och familjen Cirolanidae. Inga underarter finns listade i Catalogue of Life.